# Liste der Stolpersteine in Mühlheim am Main
In der Liste der Stolpersteine in Mühlheim am Main werden die vorhandenen Gedenksteine aufgeführt, die im Rahmen des Projektes Stolpersteine des Künstlers Gunter Demnig bisher in Mühlheim am Main verlegt worden sind.

## Verlegte Stolpersteine
| Adresse                      | Name                      | Inschrift                                                                                 | Verlegedatum | Bild | Anmerkung |
| ---------------------------- | ------------------------- | ----------------------------------------------------------------------------------------- | ------------ | ---- | --------- |
| Apfelbaumgasse 5 (Lage)      | Berta Lehmann             | Hier wohnte Bertha Lehmann geb. Isaak Jg. 1882 deportiert 1942 ermordet in Treblinka      |              |      |           |
| Apfelbaumgasse 5 (Lage)      | Moritz Lehmann            | Hier wohnte Moritz Lehmann Jg. 1884 verhaftet 1941 ermordet in Sachsenhausen              |              |      |           |
| Bahnhofstraße 53 (Lage)      | Mordka-Eremja Chmielnicki | Hier wohnte Mordka-Eremja Chmielnicki Jg. 1901 Flucht 1938 Italien Kanada überlebt        |              |      |           |
| Bahnhofstraße 53 (Lage)      | Dwojra Chmielnicki        | Hier wohnte Dwojra Chmielnicki geb. Pinkus Jg. 1901 deportiert 1942 ermordet in Treblinka |              |      |           |
| Bahnhofstraße 53 (Lage)      | Sonja Chmielnicki         | Hier wohnte Sonja Chmielnicki Jg. 1927 deportiert 1942 ermordet in Treblinka              |              |      |           |
| Bahnhofstraße 53 (Lage)      | Arno Chmielnicki          | Hier wohnte Arno Chmielnicki Jg. 1931 deportiert 1942 ermordet in Treblinka               |              |      |           |
| Marktstraße 18 (Lage)        | Bella Stern               | Hier wohnte Bella Stern geb. Adler Jg. 1898 Flucht 1939 England überlebt                  |              |      |           |
| Marktstraße 18 (Lage)        | Hermann Stern             | Hier wohnte Hermann Stern Jg. 1887 verhaftet 1938 Buchenwald Flucht 1939 England überlebt |              |      |           |
| Marktstraße 18 (Lage)        | Siegfried Stern           | Hier wohnte Siegfried Stern Jg. 1921 Flucht 1939 England überlebt                         |              |      |           |
| Marktstraße 18 (Lage)        | Edith Stern               | Hier wohnte Edith Stern Jg. 1922 Flucht 1939 England überlebt                             |              |      |           |
| Marktstraße 18 (Lage)        | Elli Stern                | Hier wohnte Elli Stern Jg. 1930 Flucht 1939 England überlebt                              |              |      |           |
| Obermainstraße 13 (Lage)     | Moritz Appel              | Hier wohnte Moritz Appel Jg. 1863 deportiert 1942 ermordet in Theresienstadt              |              |      |           |
| Obermainstraße 13 (Lage)     | Bertha Appel              | Hier wohnte Bertha Appel Jg. 1891 deportiert 1942 ermordet in Treblinka                   |              |      |           |
| Offenbacher Straße 10 (Lage) | Mathilde Stiefel          | Hier wohnte Mathilde Stiefel Jg. 1889 deportiert 1942 ermordet in Treblinka               |              |      |           |
| Pfarrgasse 17 (Lage)         | Albert Strauss            | Hier wohnte Albert Strauss Jg. 1883 deportiert 1942 ermordet in Treblinka                 |              |      |           |
| Pfarrgasse 17 (Lage)         | Mathilde Strauss          | Hier wohnte Mathilde Strauss geb. Strauss Jg. 1886 deportiert 1942 ermordet in Treblinka  |              |      |           |
| Pfarrgasse 25 (Lage)         | Bertha Stiefel            | Hier wohnte Bertha Stiefel Jg. 1878 deportiert 1942 ermordet in Majdanek                  |              |      |           |
| Schillerstraße 30 (Lage)     | Peter Anton Dey           | Hier wohnte Peter Anton Dey Jg. 1892 verhaftet 1933/1944 Osthofen Dachau überlebt         |              |      |           |
| Trachstraße 24 (Lage)        | Leopold Isaak             | Hier wohnte Leopold Isaak Jg. 1894 deportiert 1942 ermordet in Treblinka                  |              |      |           |